# Omar Natami
Omar Natami, né le 15 décembre 1998 à Arezzo en Italie, est un footballeur luxembourgeois qui joue au poste de milieu offensif au FC Progrès Niederkorn.

## Biographie

### F91 Dudelange (2017-2021)
Formé au sein du club, la carrière du joueur débute au F91 Dudelange, en BGL Ligue, au Luxembourg.

#### Prêt à l'US Mondorf (2018)
Il est prêté à l'US Mondorf, en BGL Ligue, jusqu'à la fin de la saison 2017-2018 dès 2018.

#### Prêt à l'AS La Jeunesse d'Esch (2018-2019)
De retour à Dudelange, le joueur est de nouveau prêté en BGL Ligue, mais cette fois-ci à l'AS La Jeunesse d'Esch.

#### Prêt à l'US Mondorf (2020)
En 2020, il est une nouvelle fois prêté au sein de l'US Mondorf, mais ne joue que trois matchs pour deux buts inscrits à la suite de l'arrêt du championnat à cause de la pandémie mondiale du Covid-19.

#### Prêt au FC UNA Strassen (2020-2021)
Il est prêté pour la quatrième fois de sa carrière en 2020, cette fois-ci au FC UNA Strassen.

### Jammerbugt FC (2021-2022)
Pour la première fois de sa carrière, le joueur quitte le Luxembourg pour rejoindre un autre pays. Il signe un contrat avec le Jammerbugt FC, au Danemark.

### Jönköpings Södra IF (2022)
Après une saison au Danemark, le joueur découvre la Suède avec le Jönköpings Södra IF.

### FC Progrès Niederkorn (depuis 2023)
Libre de tout contrat après son départ de la Suède, le joueur retourne au Luxembourg en signant pour le FC Progrès Niederkorn.
Il remporte la Coupe du Luxembourg dès sa première saison avec son nouveau club face au FC Swift Hesperange en disputant l'ensemble de la rencontre.

## Palmarès
| FC Progrès Niederkorn (2) :                                                            |
| -------------------------------------------------------------------------------------- |
| - Coupe du Luxembourg - Vainqueur : 2024 - Supercoupe du Luxembourg - Vainqueur : 2024 |